# Arquitectura de interiores
Arquitectura de interiores se refiere al diseño de un espacio que ha sido creado a partir de una construcción existente, así como la interacción humana en su interior. También puede referirse a la idea inicial de un diseño arquitectónico que luego es rediseñada para dar cabida a nuevos usos, o bien puede ser la evaluación de un diseño arquitectónico aplicando la reutilización adaptativa ("adaptive reuse") en un edificio. Esta última es parte de las prácticas de la arquitectura sostenible, conservar recursos mediante el reciclaje de una estructura adaptando un nuevo diseño. Tradicionalmente el interiorismo ha sido el arte espacial del diseño de los ambientes, sin embargo, la arquitectura de interiores es un proceso a través del cual el interior de los edificios se diseña, preocupándose por todos los aspectos del uso humano de los espacios y por lo tanto incluye el diseño de interior y la eventual decoración.
Arquitectura de interiores puede referirse a:
- El arte y la ciencia de diseñar y construir el interior de los edificios como un profesional de la arquitectura o de ramas afines al espacio físico.
- La práctica de un arquitecto de interiores, en donde arquitectura significa ofrecer o prestar servicios profesionales en relación al diseño y la construcción del interior de un edificio, y donde el principal objetivo es la ocupación o uso humano.
- Un término general para describir el interior de los edificios y sus características físicas relacionadas, incluso con el exterior.
- Un estilo o método de diseño y construcción de interiores en edificios y sus características físicas relacionadas, incluso con el exterior.

## Evolución de la arquitectura de interiores

### Reutilización adaptativa ("Adaptive Reuse")
Aunque la organización espacial original de un edificio es siempre establecida por su primer arquitecto, las intervenciones posteriores en el interior no mantendrán ese esquema, y por razones obvias, las estructuras más antiguas son a menudo modificadas por diseñadores de una generación diferente de acuerdo con las cambiantes necesidades de la sociedad, así como la evolución de la ciudad. Este proceso a menudo re-semantiza el edificio como consecuencia de ello, y se basa en la idea de que los edificios nunca se completan y tampoco son inalterables. 
Un edificio alterado puede parecer el mismo en el exterior, pero su interior puede ser completamente diferente en el espacio. Por ello, el arquitecto de interiores debe ser sensible no sólo al lugar del edificio en su contexto físico y sociopolítico, sino a las necesidades temporales de cambio de propietarios y usuarios. En este sentido, si el edificio tiene "buenos huesos" la idea arquitectónica original, por lo tanto, es lo primero a considerar en una nueva organización espacial, el resto, posteriormente estará obligado a seguirla. 
Las ciudades densificadas están llenas de estos edificios, tal vez originalmente se construyeron como bancos pero ahora son restaurantes, quizá fueron molinos industriales y ahora son apartamentos tipo loft, o incluso estaciones de ferrocarril que se han convertido en galerías de arte. En cada caso, la forma y el carácter de la ciudad, que se guarda en la memoria colectiva, se tornarán más valiosos en la medida en que se posibilite su uso, considerando desde luego los factores económicos que aplican. Entonces es posible especular que podrían generarse nuevos espacios interiores dentro de estas estructuras en los próximos años, pero para cada cambio en los conocimientos técnicos y tecnológicos del momento histórico, se determinará el grado en que el edificio se puede modificar dentro de su propio ciclo de vida.
Algunos interiores en las estructuras no se han modificado con el tiempo, debido a su carácter histórico, la ausencia de cambios en su uso, o las limitaciones financieras. Sin embargo, la mayoría de los edificios tienen sólo tres posibles futuros a largo plazo: primero, que se les designe un importante valor como para mantenerlo visualmente sin ninguna modificación, únicamente acomodando los nuevos servicios públicos sin que parezcan modernas instalaciones, el acceso, la estabilización estructural y las necesidades de restauración. En segundo lugar, que se demuelan para dar paso a un nuevo edificio en el mismo sitio, o que se abandonen convirtiéndose en ruinas y por último, que se rediseñen y modifiquen para dar cabida a nuevos usos. 
Hay muchos diferentes grados de alteración - menores para habilitar un edificio y cumplir con los nuevos estándares y normativas, es probable que se trate de una ampliación del primer espacio interior (o incluso de espacios creados posteriormente), o bien alteraciones mayores, tales como la modificación total de un edificio incluyendo la fachada , lo cual provocará el efecto de un nuevo edificio. Todas las posibilidades entre estos dos extremos son del dominio del arquitecto de interiores. 
Si la práctica de la arquitectura tiene que ver con el arte y la ciencia de nuevo edificio, entonces, la práctica de la arquitectura de interiores se ocupa de la renovación de los edificios existentes para dar paso a nuevos usos.

## Remuneración

### Estadísticas
El salario anual promedio de los arquitectos, en mayo de 2008, era de 70,320 dólares. El 50 por ciento de estos se encontraba ganando entre $ 53,480 y $ 91,870, el 10 por ciento más bajo ganaba menos de $ 41,320, y el 10 por ciento más alto cobraba más de $ 119,220. Los que apenas comienzan a ejercer su profesión pueden llegar a ganar mucho menos. 
Las ganancias de los socios que conforman empresas de arquitectura establecidas, pueden fluctuar debido a las condiciones cambiantes del negocio. Algunos arquitectos pueden tener dificultades para establecer su propio ejercicio profesional y pueden llegar a pasar por un periodo en el que sus gastos son mayores que sus ingresos, lo que requiere importantes recursos financieros. Además, muchas empresas pagan la matrícula y cuotas para que sus empleados obtengan una educación continua.

## Educación

### Objetivo
La educación en arquitectura de interiores debe incluir el estudio de los estilos históricos en la arquitectura y el diseño, normativa de construcción y de seguridad, la conservación y restauración de edificios de carácter histórico, el levantamiento de construcciones originales, dibujo de planos y la elaboración de modelos tridimensionales físicos y virtuales (basados en computadora). El campo de la arquitectura de interiores tiene mucho en común con el diseño de interiores y la decoración; sin embargo, por lo general se concentra en la arquitectura y la construcción. Los estudiantes de ambos campos aprenden a diseñar espacios interiores confortables, seguros y útiles, desde penthouses en el centro hasta aulas de secundaria. Un estudiante de arquitectura de interiores va a aprender mucho más que los aspectos artísticos del diseño, como la selección del mobiliario adecuado para un loft, su estudio también incluirá información sobre cuestiones técnicas, como los ajustes sísmicos (asegurando los edificios antiguos contra los terremotos).

### Programas de grado
Arquitectura de Interiores se sitúa en la intersección de la arquitectura, el diseño del espacio construido y la conservación. Los programas de arquitectura de interiores van dirigidos a los problemas de diseño que se relacionan con la reutilización y la transformación de las estructuras existentes mediante un enfoque innovador y progresista. 
El Centro Nacional de Estadísticas de Educación (NCES por sus siglas en inglés) establece que la definición de un programa de Licenciatura en Arquitectura de Interiores es: "Un programa que prepara a los individuos para aplicar principios de la arquitectura en el diseño estructurado de los interiores para la habitación, la recreación y los fines de negocio, funcionando así como un profesional arquitecto de interiores. El estudio incluye formación en la arquitectura, las normas laborales y de seguridad, los sistemas estructurales, las instalaciones eléctricas, mecánicas e hidrosanitarias, el diseño de interiores, manuales de uso final y las responsabilidades profesionales". 
Además de obtener un título en Arquitectura de Interiores, en los Estados Unidos se requiere de licencia general para trabajar y en algunos estados existen requisitos adicionales. En muchos países europeos el uso del título de "Arquitecto de Interiores" está regulado legalmente, esto significa que un profesional que ejerce de hecho esta especialidad no puede usar el título de "Arquitecto de Interiores", a menos que complete los requisitos que lo convierten en un arquitecto registrado o con licencia, así como completar un programa de grado.

### Ejemplos de programas
Algunos de los programas relacionados con la arquitectura de interiores se imparten en los siguientes países e instituciones:

#### Bélgica
- Universidad de Lovania en Bélgica (Ku Leuven, en belga). Facultad de Arquitectura, programas de Licenciatura y de Maestría en Arquitectura de Interiores.

#### España
- Universidad Politécnica de Madrid (UPM). Escuela Técnica Superior de Arquitectura, Máster en Diseño y Arquitectura de Interiores (Título Propio)
- Universidad Rey Juan Carlos. Escuela Universitaria de Diseño, Innovación y Tecnología, programa de la carrera de Arquitectura de Interiores.
- Insenia Design School Madrid / Universidad a Distancia de Madrid, Máster en Arquitectura de Interiores, Interiorismo y Decoración (Título Propio)

#### Irlanda
- Instituto de Tecnología de la Facultad de Ingeniería, Sligo. Departamento de Ingeniería y Construcción Civil.

#### Chile
- Universidad de Chile. Facultad de Arquitectura y Urbanismo, Diploma de Postítulo en Arquitectura Interior.

#### Ecuador
Universidad Tecnológica Equinoccial Quito. Facultad de Arquitectura, Artes y Diseño, carrera Arquitectura Interior.
Universidad Técnica de Ambato. Facultad de Diseño, Arquitectura y Artes, programa de Arquitectura de Interiores.

#### El Salvador
- Universidad Dr. José Matías Delgado (UJMD). Facultad de Ciencias y Artes "Francisco Gavidia", Escuela de Arquitectura (EARQ), programa de Licenciatura en Arquitectura de Interiores.

#### Estados Unidos
- Universidad de Houston. Facultad de Arquitectura Gerald D. Hines, Programa de Arquitectura de Interiores
- Universidad Estatal de Kansas. Facultad de Arquitectura, Planificación y Diseño. Departamento de Arquitectura de Interiores y Diseño de Producto.
- Universidad de Nevada, Las Vegas. Escuela de Arquitectura, Diseño y Arquitectura de Interiores.
- Escuela del Instituto de Arte de Chicago, (SAIC por sus siglas en inglés). Departamento de Arquitectura, Arquitectura de Interiores y Objetos Diseñados.
- Universidad de Carolina del Norte en Greensboro (UNC por sus siglas en inglés). Departamento de Arquitectura de Interiores.
- Universidad de Auburn, Escuela de Arquitectura, Planificación y Arquitectura del Paisaje. Programa de licenciatura en Arquitectura de Interiores.
- Escuela de Diseño de Rhode Island (RISD por sus siglas en inglés), programa de Licenciatura en Arquitectura de Interiores y programas de maestría: Maestría en Artes (MA) en Arquitectura de Interiores y Maestría en Diseño (MDes) en Estudios de Interiorismo (reutilización adaptada)
- Universidad de Oregón. Escuela de Arquitectura y Artes Afines (A&AA por sus siglas en inglés), Departamento de Arquitectura, programa de licenciatura en Arquitectura de Interiores y programas de maestría: Maestría en Arquitectura de Interiores y Maestría en ciencias de la Arquitectura de Interiores

#### Guatemala
- Universidad Mariano Gálvez. Facultad de Arquitectura, Licenciatura en Arquitectura de Interiores.

```
   Universidad del Istmo de Guatemala. Facultad de Arquitectura, Licenciatura en Arquitectura de Interiores.
```

#### México
- Universidad de Monterrey (UDEM) Licenciatura en Diseño de interiores.
- Universidad Motolinía del Pedregal (UMP) Programa de Licenciatura en Diseño Interior Arquitectónico
- Centro de Estudios Gestalt para el diseño, VERACRUZ Y CAMPUS CANCÚN Programa de Licenciatura en Arquitectura de Interiores www.cegestalt.mx
- Universidad de Las Américas, Puebla (UDLAP). Programa de Licenciatura en Arquitectura de Interiores.
- Universidad Latinoamericana (ULA). Programa de Licenciatura en Arquitectura de Interiores y Ambientación.
- Universitario Bauhaus, Puebla.Programa de Licenciatura en Arquitectura de Interiores (Arquitecto de Interiores).
- Universidad del Arte, Puebla (UNARTE) Programa de Licenciatura en Arquitectura de Interiores (Arquitecto de Interiores).
- Centro de Estudios Superiores de Monterrey (CEDIM) Programa de Licenciatura en Arquitectura de Espacios Interiores
- Centro Universitario de Comunicación (CUC). Programa de Licenciatura en Arquitectura de Interiores.
- Centro, Diseño, Cine y Televisión (CENTRO). Programa de Licenciatura en Arquitectura de Interiores.
- Universidad Westhill. Programa de Licenciatura en Arquitectura de Interiores.
- Universidad Insurgentes. Programa de Licenciatura en Arquitectura de Interiores.
- Universidad Valle de Grijalva (UVG). Departamento de Construcción e Ingenierías, programa de Licenciatura en Arquitectura de Interiores
- Escuela Superior de Artes Visuales (ESAV) Programa de Licenciatura en Arquitectura de Interiores.
- Universidad Madero Campus Papaloapan (UMAD). Licenciatura en Arquitectura y Diseño de Interiores
- Universidad Gestalt de Diseño, Xalapa Veracruz, Licenciatura en Arquitectura de Interiores

#### Nicaragua
Universidad de Ciencias Comerciales (UCC). Coordinación de Ingeniería Civil y Arquitectura, programa de Arquitectura de Interiores.

#### Perú
- Toulouse Lautrec. Programa de Arquitectura de Interiores.
- Universidad de La Creatividad (UCAL). Programa de Licenciatura en Arquitectura de Interiores.
- Instituto Tecnológico del Norte - CIBERTEC. Carrera de Diseño de Interiores
- Universidad Peruana de Arte Orval (ORVAL). Carrera de Arquitectura de Interiores
- Universidad Peruana de Ciencias Aplicadas (UPC) - Carrera de Diseño Profesional de Diseño de Interiores

#### Jordania
- Universidad Germano-Jordana, Escuela de Arquitectura y Espacio Construido, Departamento de Arquitectura y Arquitectura de Interiores, Licenciatura en Ciencias de la Arquitectura / Arquitectura de Interiores.

#### Turquía
- Universidad de Bilkent en Ankara. Facultad de Arte, Diseño y Arquitectura, Departamento de Arquitectura de Interiores y Diseño Ambiental.

- Datos: Q1329946